# شرکت واهاها
شرکت واهاها (انگلیسی: Wahaha Company) شرکت صنایع غذایی چینی است، که در سال ۱۹۹۶ تأسیس شد.